# Gerontocratie
Gerontocratie is een bestuursvorm waarbij alle autoriteit toekomt aan ouderen.
De naam komt van de Griekse woorden Geros (= oud) en kratein (= regeren) en betekent zoveel als 'regeren door ouderen' (zie Gerousia). Men kan daarbij denken aan een raad van stamoudsten.
De term werd ook, soms spottend, gebruikt voor de nadagen van de Sovjet-Unie toen oude en zieke mannen elkaar opvolgden als secretaris-generaal van de Communistische Partij en oude mannen de sleutelposities in het bestuur bezetten. De leden van het Politbureau waren vaak stokoud. Tegenwoordig is dit verschijnsel ook te zien in de Amerikaanse samenleving waar vooral de federale overheid diverse zeer oude leden van het congres telt. Net als in de Sovjet Unie toen kennen de leden van het Amerikaanse congres alsook andere overheidsorganen geen leeftijdsbegrenzing ten aanzien van het kunnen aanblijven. 

## Trivia
Men pleegde spottend te spreken over de agenda van de vergadering van het Politbureau van de Sovjet-Unie: Punt 1. Het binnendragen van de leden van het Politbureau. Punt 2. Het aanzetten van de pacemakers. 

## Volkeren die gerontocratie kenden
- Naga (etnische groep)

## Voorkomen
Gerontocratie kwam voor in:
- Griekenland tijdens de Klassieke oudheid.
- Het platteland van China.
- De New Territories (onderdeel van Hongkong)
- Het platteland van India.